# Laura Pomportes
Laura Pomportes (* 16. April 1989 in Toulouse) ist eine ehemalige französische Squashspielerin.

## Karriere
Laura Pomportes begann ihre professionelle Karriere in der Saison 2008 auf der PSA World Tour und gewann auf dieser einen Titel. Ihre höchste Platzierung in der Weltrangliste erreichte sie im Juli 2015 mit Rang 51.
Mit der französischen Nationalmannschaft nahm sie 2012, 2014 und 2016 an der Weltmeisterschaft teil. Bei Europameisterschaften wurde sie von 2014 bis 2017 mit der Mannschaft viermal in Folge Vizeeuropameisterin. Sie erreichte bei Europameisterschaften im Einzel bei all ihren vier Teilnahmen in den Jahren 2012 bis 2015 jeweils das Viertelfinale. 2012 und 2014 wurde sie jeweils hinter Camille Serme französische Vizemeisterin.
Im Juli 2017 heiratete sie den Squashspieler Mathieu Castagnet. Kurz zuvor hatte sie ihre Karriere auf ärztliches Anraten wegen einer Hüftverletzung beendet.

## Erfolge
- Vizeeuropameisterin mit der Mannschaft: 2014, 2015, 2016, 2017
- Gewonnene PSA-Titel: 1
- Französischer Vizemeister: 2012, 2014